# A Full Spoon of Seedy Blues
A Full Spoon of Seedy Blues è un album a nome di Sky Saxon Blues Band (ma di fatto la formazione classica dei The Seeds), pubblicato dalla GNP Crescendo Records nel 1967.
I brani del disco furono registrati il 12 agosto, 6 e 23 settembre, 4 e 14 ottobre 1966 al RCA Studios.

## Tracce
Lato A
1. Pretty Girl – 1:58 (Luther Johnson)
2. Moth and the Flame – 3:47 (Sky Saxon)
3. I'll Help You (Carry Your Money to the Bank) – 3:27 (Sky Saxon)
4. Cry Wolf – 6:04 (Sky Saxon)
5. Plain Spoken – 2:52 (Muddy Waters)

Durata totale: 18:08
Lato B
1. The Gardener – 4:57 (Sky Saxon)
2. One More Time Blues – 2:25 (Luther Johnson)
3. Creepin' About – 2:43 (Sky Saxon)
4. Buzzin' Around – 3:43 (Sky Saxon)

Durata totale: 13:48

## Musicisti
- Sky Saxon - voce, basso
- Jan Savage - chitarra
- Daryl Hooper - organo, pianoforte
- Rick Andridge - batteria

Note aggiuntive
- Marcus Tybalt - produttore
- Dave Hassinger - ingegnere del suono
- Doc Siegel - re-missaggio